# Lega C 2019 (football americano)
La Lega C 2019 è la 14ª edizione del campionato svizzero di football americano di terzo livello, organizzato dalla SAFV. Al termine della stagione regolare le prime due squadre classificate giocheranno la finale di lega.
Gli SFU Phénix si sono ritirati dal campionato.

## Squadre partecipanti
| Club                  | Città               | Stadio | Sponsor ufficiale | Risultato nella stagione 2018 |
| --------------------- | ------------------- | ------ | ----------------- | ----------------------------- |
| Fribourg Cardinals    | Friburgo            |        |                   | Sesto posto in Lega C         |
| Langenthal Invaders   | Langenthal          |        |                   | Esordienti                    |
| Lausanne LUCAF Owls   | Losanna             |        |                   | Sesto posto in Lega B         |
| Lugano Rebels         | Lugano              |        |                   | Finale Lega C                 |
| Midland Bouncers      | Zugo                |        |                   | Quinto posto in Lega C        |
| Monthey Rhinos        | Monthey             |        |                   | Finale NSFL                   |
| Morges Bandits        | Morges              |        |                   | Terzo posto in Lega C         |
| Neuchâtel Knights     | Neuchâtel           |        |                   | Settimo posto in Lega C       |
| Riviera Saints        | Vevey               |        |                   | Campioni NSFL                 |
| Schaffhausen Sharks   | Sciaffusa           |        |                   | Quarto posto in Lega C        |
| SFU Phénix            | Bulle               |        |                   | Nono posto in Lega C          |
| Solothurn Ducks       | Soletta             |        |                   | Esordienti                    |
| Zurich State Spartans | Wangen-Brüttisellen |        |                   | Esordienti                    |

## Stagione regolare

### Calendario

#### 1ª giornata
| 31 marzo 2019 | Midland Bouncers | 58 – 0 | Solothurn Ducks |  |

| 31 marzo 2019 | Lugano Rebels | 47 – 0 | Zurich State Spartans |  |

| 31 marzo 2019 | Langenthal Invaders | 0 – 16 | Schaffhausen Sharks |  |

#### 2ª giornata
| 7 aprile 2019, ore 14:00 | Schaffhausen Sharks | 49 – 13 | Zurich State Spartans |  |

| 7 aprile 2019 | SFU Phénix | - – - | Lausanne LUCAF Owls |  |

| 7 aprile 2019, ore 14:00 | Riviera Saints | 22 – 0 | Fribourg Cardinals |  |

| 7 aprile 2019, ore 14:00 | Monthey Rhinos | 7 – 38 | Morges Bandits |  |

#### 3ª giornata
| 13 aprile 2019, ore 18:00 | Midland Bouncers | 42 – 28 | Zurich State Spartans |  |

| 14 aprile 2019, ore 14:00 | Fribourg Cardinals | 0 – 12 | Neuchâtel Knights |  |

| 14 aprile 2019, ore 14:00 | Lausanne LUCAF Owls | 50 – 0 (a tavolino) | Riviera Saints |  |

| 14 aprile 2019, ore 14:00 | Schaffhausen Sharks | 7 – 3 | Lugano Rebels |  |

| 14 aprile 2019 | Morges Bandits | - – - | SFU Phénix |  |

| 14 aprile 2019, ore 14:00 | Langenthal Invaders | 50 – 7 | Solothurn Ducks |  |

#### 4ª giornata
| 28 aprile 2019, ore 14:00 | Lausanne LUCAF Owls | 42 – 6 | Fribourg Cardinals |  |

| 28 aprile 2019, ore 14:00 | Monthey Rhinos | 0 – 17 | Riviera Saints |  |

| 28 aprile 2019, ore 14:00 | Morges Bandits | 15 – 13 | Neuchâtel Knights |  |

| 28 aprile 2019, ore 14:00 | Langenthal Invaders | 20 – 35 | Zurich State Spartans |  |

| 28 aprile 2019, ore 14:00 | Solothurn Ducks | 0 – 88 | Schaffhausen Sharks |  |

#### 5ª giornata
| 5 maggio 2019 | Fribourg Cardinals | - – - | SFU Phénix |  |

| 5 maggio 2019, ore 14:00 | Lausanne LUCAF Owls | 41 – 0 | Monthey Rhinos |  |

| 5 maggio 2019, ore 14:00 | Neuchâtel Knights | 13 – 16 | Riviera Saints |  |

#### 6ª giornata
| 12 maggio 2019, ore 14:00 | Schaffhausen Sharks | 21 – 6 | Langenthal Invaders |  |

#### 7ª giornata
| 19 maggio 2019, ore 14:00 | Fribourg Cardinals | 6 – 38 | Morges Bandits |  |

| 19 maggio 2019, ore 14:00 | Midland Bouncers | 26 – 27 | Langenthal Invaders |  |

| 19 maggio 2019, ore 14:00 | Neuchâtel Knights | 42 – 6 | Monthey Rhinos |  |

| 19 maggio 2019, ore 14:00 | Lugano Rebels | 66 – 0 | Solothurn Ducks |  |

| 19 maggio 2019 | Riviera Saints | - – - | SFU Phénix |  |

| 19 maggio 2019, ore 14:00 | Zurich State Spartans | 13 – 45 | Schaffhausen Sharks |  |

#### 8ª giornata
| 26 maggio 2019, ore 14:00 | Midland Bouncers | 21 – 9 | Schaffhausen Sharks |  |

| 26 maggio 2019 | SFU Phénix | - – - | Neuchâtel Knights |  |

| 26 maggio 2019, ore 14:00 | Morges Bandits | 0 – 27 | Lausanne LUCAF Owls |  |

| 26 maggio 2019, ore 14:00 | Monthey Rhinos | 14 – 14 | Fribourg Cardinals |  |

| 26 maggio 2019, ore 14:00 | Langenthal Invaders | 0 – 51 | Lugano Rebels |  |

| 26 maggio 2019, ore 15:00 | Zurich State Spartans | 62 – 0 | Solothurn Ducks |  |

#### 9ª giornata
| 1º giugno 2019, ore 18:00 | Zurich State Spartans | 23 – 20 | Midland Bouncers |  |

| 2 giugno 2019, ore 14:00 | Neuchâtel Knights | 14 – 23 | Lausanne LUCAF Owls |  |

| 2 giugno 2019, ore 14:00 | Lugano Rebels | 25 – 10 | Schaffhausen Sharks |  |

| 2 giugno 2019 | SFU Phénix | - – - | Monthey Rhinos |  |

| 2 giugno 2019, ore 14:00 | Riviera Saints | 3 – 36 | Morges Bandits |  |

| 2 giugno 2019, ore 14:00 | Solothurn Ducks | 6 – 59 | Langenthal Invaders |  |

#### Recuperi 1
| 8 giugno 2019, ore 18:00 | Midland Bouncers | 3 – 22 | Lugano Rebels |  |

#### 10ª giornata
| 15 giugno 2019, ore 17:00 | Lugano Rebels | 50 – 0 (a tavolino) | Midland Bouncers |  |

| 16 giugno 2019, ore 14:00 | Schaffhausen Sharks | 69 – 0 | Solothurn Ducks |  |

| 16 giugno 2019, ore 14:00 | Zurich State Spartans | 40 – 7 | Langenthal Invaders |  |

#### Recuperi 2
| 23 giugno 2019, ore 12:00 | Zurich State Spartans | 17 – 21 | Lugano Rebels |  |

| 23 giugno 2019, ore 14:00 | Langenthal Invaders | 54 – 13 | Midland Bouncers |  |

| 23 giugno 2019, ore 14:00 | Solothurn Ducks | - – - () | Lugano Rebels |  |

#### 11ª giornata
| 30 giugno 2019, ore 14:00 | Lugano Rebels | 40 – 8 | Langenthal Invaders |  |

| 30 giugno 2019, ore 14:00 | Schaffhausen Sharks | 10 – 0 | Midland Bouncers |  |

| 30 giugno 2019, ore 14:00 | Solothurn Ducks | 0 – 42 | Zurich State Spartans |  |

#### Recuperi 3
| 7 luglio 2019, ore 14:00 | Solothurn Ducks | 0 – 46 | Midland Bouncers |  |

### Classifiche
Le classifiche della regular season sono le seguenti:
- PCT = percentuale di vittorie, G = partite giocate, V = partite vinte, P = partite perse, PF = punti fatti, PS = punti subiti

#### Gruppo Centrale
| Pos. | Squadra               | PCT  | G  | V | P | PF  | PS  |
| ---- | --------------------- | ---- | -- | - | - | --- | --- |
| 1    | Lugano Rebels         | .889 | 9  | 8 | 1 | 325 | 45  |
| 2    | Schaffhausen Sharks   | .800 | 10 | 8 | 2 | 324 | 81  |
| 3    | Zurich State Spartans | .500 | 10 | 5 | 5 | 273 | 251 |
| 4    | Langenthal Invaders   | .400 | 10 | 4 | 6 | 231 | 256 |
| 5    | Midland Bouncers      | .400 | 10 | 4 | 6 | 229 | 223 |
| 6    | Solothurn Ducks       | .000 | 9  | 0 | 9 | 13  | 540 |

#### Gruppo Ovest
| Pos. | Squadra             | PCT   | G | V | N | P | PF  | PS  |
| ---- | ------------------- | ----- | - | - | - | - | --- | --- |
| 1    | Lausanne LUCAF Owls | 1.000 | 5 | 5 | 0 | 0 | 183 | 20  |
| 2    | Morges Bandits      | .800  | 5 | 4 | 0 | 1 | 127 | 56  |
| 3    | Riviera Saints      | .600  | 5 | 3 | 0 | 2 | 58  | 99  |
| 4    | Neuchâtel Knights   | .400  | 5 | 2 | 0 | 3 | 94  | 60  |
| 5    | Monthey Rhinos      | .100  | 5 | 0 | 1 | 4 | 27  | 152 |
| 6    | Fribourg Cardinals  | .100  | 5 | 0 | 1 | 4 | 26  | 128 |
| -    | SFU Phénix          | .000  | 0 | 0 | 0 | 0 | 0   | 0   |

## Playoff

### Quarti di finale
| 16 giugno 2019, ore 14:00 | Morges Bandits | 28 – 12 | Riviera Saints |  |

| 22 giugno 2019, ore 18:00 | Lausanne LUCAF Owls | 50 – 0 (a tavolino) | Neuchâtel Knights |  |

### Semifinali
| 30 giugno 2019, ore 14:00 | Lausanne LUCAF Owls | 54 – 0 | Morges Bandits |  |

### Finale
| 27-28 luglio 2019 | Lausanne LUCAF Owls | 0 – 50 (a tavolino) | Lugano Rebels |  |

## Verdetti
- Lugano Rebels campioni e promossi in Lega B 2020